# 군사사박물관 (빈)
군사사박물관(독일어: Heeresgeschichtliche Museum – Militärhistorische Institut)은 오스트리아 빈 란트슈트라세에 있는 군사 박물관이다. 이 박물관은 무기, 갑옷, 탱크, 항공기, 군복, 깃발, 그림, 메달, 명예 휘장, 사진, 문서 등 을 광범위한 군사 관련 전시를 통해 오스트리아군의 역사를 기록하고 있다. 이 박물관은 연방 정부 소유이지만 연방 박물관과 제휴하지 않고 국방부와 스포츠부에 직접 보고하는 종속 기관으로 조직되어 있다.

## 역사
본래 1848년 혁명에 충격을 받은 황제 프란츠 요제프 1세가, 시민 봉기에 대비해 무기고로 건립한 것이 시초다. 서서히 무기고로서의 성격이 상실되어 현재는 군사사 박물관으로 자리매김하게 되었다.

## 전시
근세부터 현대에 이르기까지 다양한 자료가 전시되어 있다. 제1차 세계 대전, 제2차 세계 대전에서 사용된 고사포, 항공기, 각 시대의 군복과 군기, 저명한 군인 및 군주의 초상화, 나치 병합 시대 전후의 출판물 등 전시 내용은 다양하다. 본관에서는 30년 전쟁 이후 제2차 세계대전 까지를 다루고 이후 현대 무기는 별도의 전시실이 있다.
전시품 중 특히 유명한 것이 사라예보 사건에 관한 것으로, 1914년에 저격된 황위 계승자 프란츠 페르디난트가 타고 있던 자동차, 그가 그 때 착용하고 있던 피투성이 의복, 세르비아인 저격범 프린치프가 이용한 총 등이 전시되어 있다.